# ProEnglish Theatre
«ProEnglish Theatre» — незалежний професійний англомовний театр України, заснований у 2018 році в Києві (ProEnglish Theatre Hub вул. Сім'ї Бродських, 3). Художній керівник (Dream Maker) — Алекс Боровенський.
ProEnglish Theatre — це колектив з 15 акторів, 4 режисерів та тисячі студентів–випускників школи акторської майстерності театру ProEnglish Drama School (кращі з яких доєдналися до акторського складу театру). Репертуар складається з вистав англійською мовою за творами переважно англійських та американських драматургів. Театр гастролює Україною та закордоном, бере участь у театральних фестивалях та є засновником міжнародного англомовного театрального фестивалю «Pro.Act Fest».

## Історія
Початок театру лежить у заняттях англомовного театрального гуртка під керівництвом Алекса Боровенського, який займався акторською майстерністю та створював англомовні постановки, що за три роки переросло у школу акторської майстерності «ProEnglish Drama School», а з 2018-го виокремилився «ProEnglish Theatre» — професійний незалежний англомовний театр в Україні. Відлік історії театру ведеться від 20 січня 2018 року, коли було зіграно випускну виставу «ProEnglish Drama School» — «Cripples of Inishmaan» із запрошеними професійними акторами.
Протягом свого першого року театр прийняв у Києві із творчою зустрічю та акторським воркшопом голівудського актора Іллю Волоха, виставу «Hamster Saga» із гастролями побачили в Одесі, колектив взяв участь у театральних фестивалях у Кам'янце-Подільському («Комора 2018»), Чернігові («Санич»), Києві («Theatre Day Fest»), та започаткував власний англомовний («Pro.Act Fest»). Театр випустив чотири прем’єри (у тому числі «The Birthday Party» за Гарольдом Пінтером у постановці Тетяни Шелепко, яка долучилася до роботи театру). У листопаді 2018-го ProEnglish Theatre став членом Міжнародної асоціації аматорських театрів.

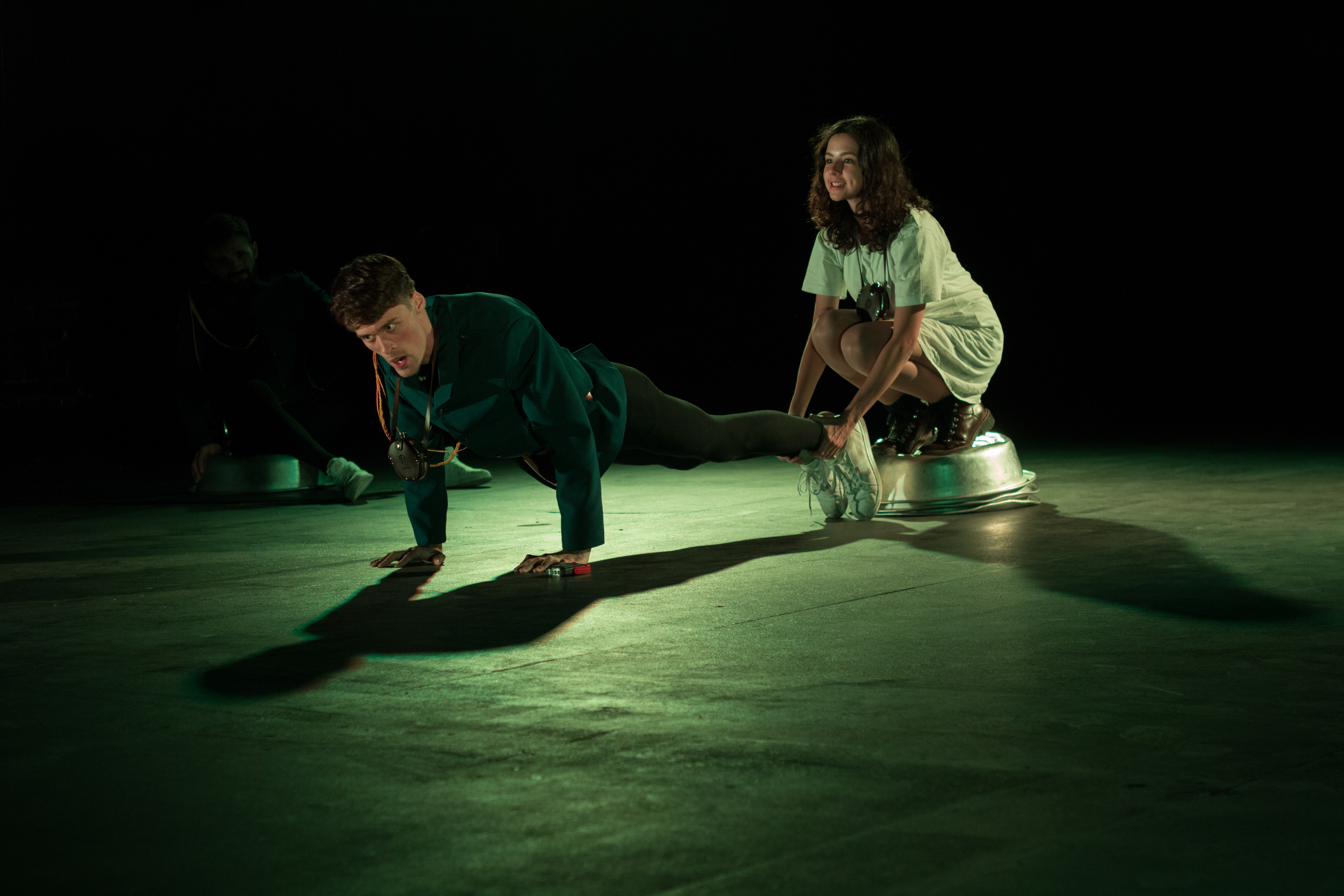
Сцена з вистави «Forgetting Othello»

У 2019 році театр розширив географію англомовного фестивалю до київських державних театрів (Молодий, «Сузір'я», «Дах») та іноземних представників (Канада, Угорщина, США). Коло глядачів, які протягом року переглянули 35 вистав, склало понад 1400 осіб. Із моновиставою «AMORphine» (ко-продукція із актором та режисером Юрієм Радіоновим за мотивами оповіданням Булгакова) театр проїхав із гастролями півднем України (Одеса, Ізмаїл), став учасником фестивалей та театральних рейтингів (у тому числі «Andryyvskyy Fest. Незалежні», що дало можливість грати виставу на постійній основі у приміщенні Київського академічного театру «Колесо»). Перший закордонний фестиваль театр відвідав 2020 року — вистава «Blondi/Bunker» (реж. Валерія Лейф) отримала визнання за кращу режисуру та ансамбль на бременському «Kultur on Tour».
Під час локдауну 2020 театр реалізував проєкти онлайн («ProEnglish Live», інстаграм-лекції «11 Mondays at 11 про сучасний театр», «Artist Talk»). Сезон 2021-2022 розпочався з прем'єр вистав «Into the Blue», «Hedda Habler» та співпраці з Київським Театром Юного Глядача в постановці вистави за Реєм Бредбері «The City Was There».
Від початку повномасштабного вторгнення Росії в Україну «ProEnglish Theatre» працював як театр-бомбосховище під назвою «Art Shelter»: під час комендантської години було створено поєтичні та музичні твори, випустили дві прем'єри («The New World Order» та «The Book of Sirens»). Театр активно гастролює, із «Книгою сирен» відвідав Іспанію (Більбао, Мадрид, Аранхуес, Аліканте), Німеччину та Польщу.
У своїх нових постановках ProEnglish Theatre звертається до незручних та гострих тем: насилля над жінками («Bloom in Violence»), ставлення до ЛГБТ спільноти в армії («Love at Times»), подолання посттравматичного синдрому («Naïve Experiments»), документальне свідчення війни («Our ResponsAbility»).
Театр звертає свою увагу на сучасну українську драматургію і організовує три тури читок «War. Ukraine. Texts» для українського та закордонного глядача.

## Репертуар
2018
- 20 січня — «Cripples of Inishmaan» за п'єсою Мартіна Мак-Дони; реж. Алекс Боровенський[29]
- 10 лютого — «Hamster Saga» за п'єсою «Бог різанини»[en] Ясміни Рези; реж. Алекс Боровенський[30]
- 26 травня — «The House of Yes» Венді Маклеод; реж. Алекс Боровенський
- 21 жовтня — «The Birthday Party» за п'єсою «День народження» Гарольда Пінтера; реж. Татьяна Шелепко[31][32]

2019
- 4 травня — «Swipe Left» за мотивами художнього фільму «Ідеальні незнайомці»; реж. Алекс Боровенський[33]
- 8 травня — «AMORphine» пластично-драматична вистава за оповіданням «Морфій»[ru] Михайла Булгакова; реж. Алекс Боровенський та Юрій Радіонов, хореографія — Олексій Скляренко (прем’єра в рамках II Міжнародного англомовного театрального фестивалю «Pro.Act Fest»)[34][35]
- 28 липня — «VDali» біографічна вистава за щоденниками Сальвадора Далі; реж. Татьяна Шелепко
- 17 листопада — «Heavenly Creatures» за мотивами художнього фільму «Небесні створіння» по сценарію Пітера Джексона; реж. Ігор Карманов
- 21 грудень — «Blondi/Bunker» Дмитра Богославського; реж. Валерія Лейф

2020
- 15 лютого — «Do Nothing» за Маріусом фон Майенбургом[en]; реж. Татьяна Шелепко
- 22 лютого — «Ashes to ashes» за однойменною п'єсою[en] Гарольда Пінтера; реж. Татьяна Шелепко
- 4 жовтня — «ICE» за сценарієм Марка Дюпласа; реж. Анабель Рамірес
- 24 жовтня — «Forgetting Othello» варіація на тему «Отелло» Вільяма Шекспіра; реж. Алекс Боровенський (прем’єра на сцені Національної кінематики України)[36]

2021
- 17 липня — «Into The Blue» Моріса Панича; реж. Єва Зайцева
- 28 грудня — «Hedda Gabler» Генріка Ібсена; реж. Анабель Рамірес

2022
- 29 січня — «The City Was There» за мотивами оповідання «Дивне Диво», сцен з повісті «Кульбабове вино» та «451 градус за Фаренгейтом» Рея Бредбері; реж. Алекс Боровенський (спільно з Київським академічним театром юного глядача на Липках)[37][38]
- 27 березня — «The New World Order» Гарольда Пінтера; реж. Тетяна Шелепко[39][40]
- 9 квітня — «The Book of Sirens» за мотивами «Крадійки книдок» Маркуса Зусака та «Ми будемо забутими» Гектора Абада Фачіолінса; реж. Алекс Боровенський[41]
- 23 липня — «Bloom in Violence» за уривками роману «Доця» Тамари Горіха-Зерня та особистими свідченнями акторок; реж. Анабель Рамірес
- 20 серпня — «Love at Times» Ніни Захоженко та Терези Ребек; реж. Алекс Боровенський
- 9 жовтня — «Our ResponsAbility»  за документальними свідченнями; реж. Віталій Гавура
- 29 жовтня — «Naïve Experiments. Part I» за романом «Naïve. Super» Ерленда Лу; реж. Алекс Боровенський

## PRO.ACT Fest та Ukraine Fringe

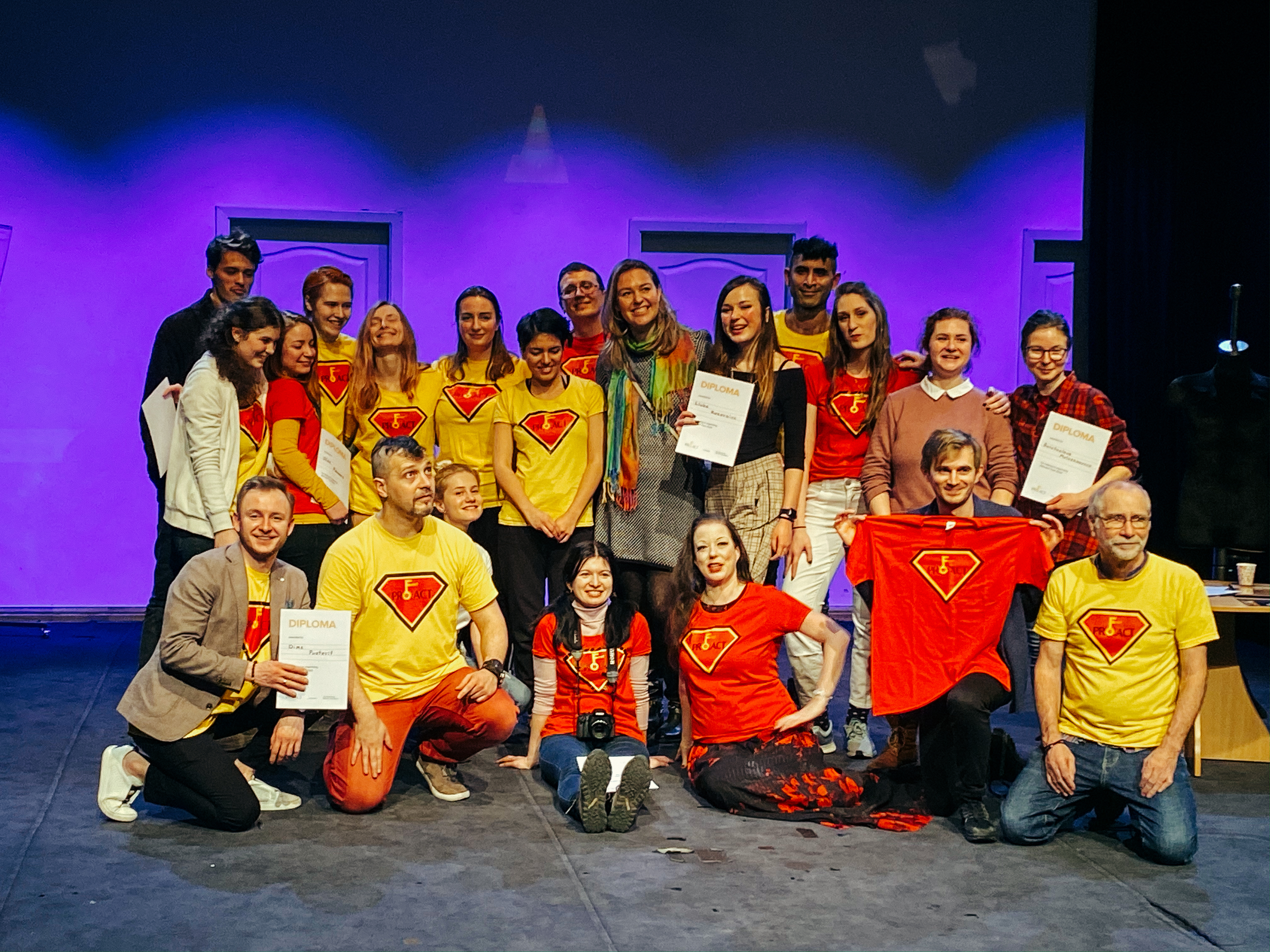
Волонтери та учасники «Pro.Act Fest III» (2020)

«ProEnglish Theatre» є засновником Міжнародного англомовного театрального фестивалю «Pro.Act Fest», який щороку збирає в Києві вистави англійською мовою. Поява фестивалю пов'язана зі спробою театру ідентифікувати англомовні театральні колективи України та залучити їх до спілкування. За концепцією — вистави й все фестивальне спілкування відбувається англійською мовою. Президент фестивалю — Алекс Боровенський.

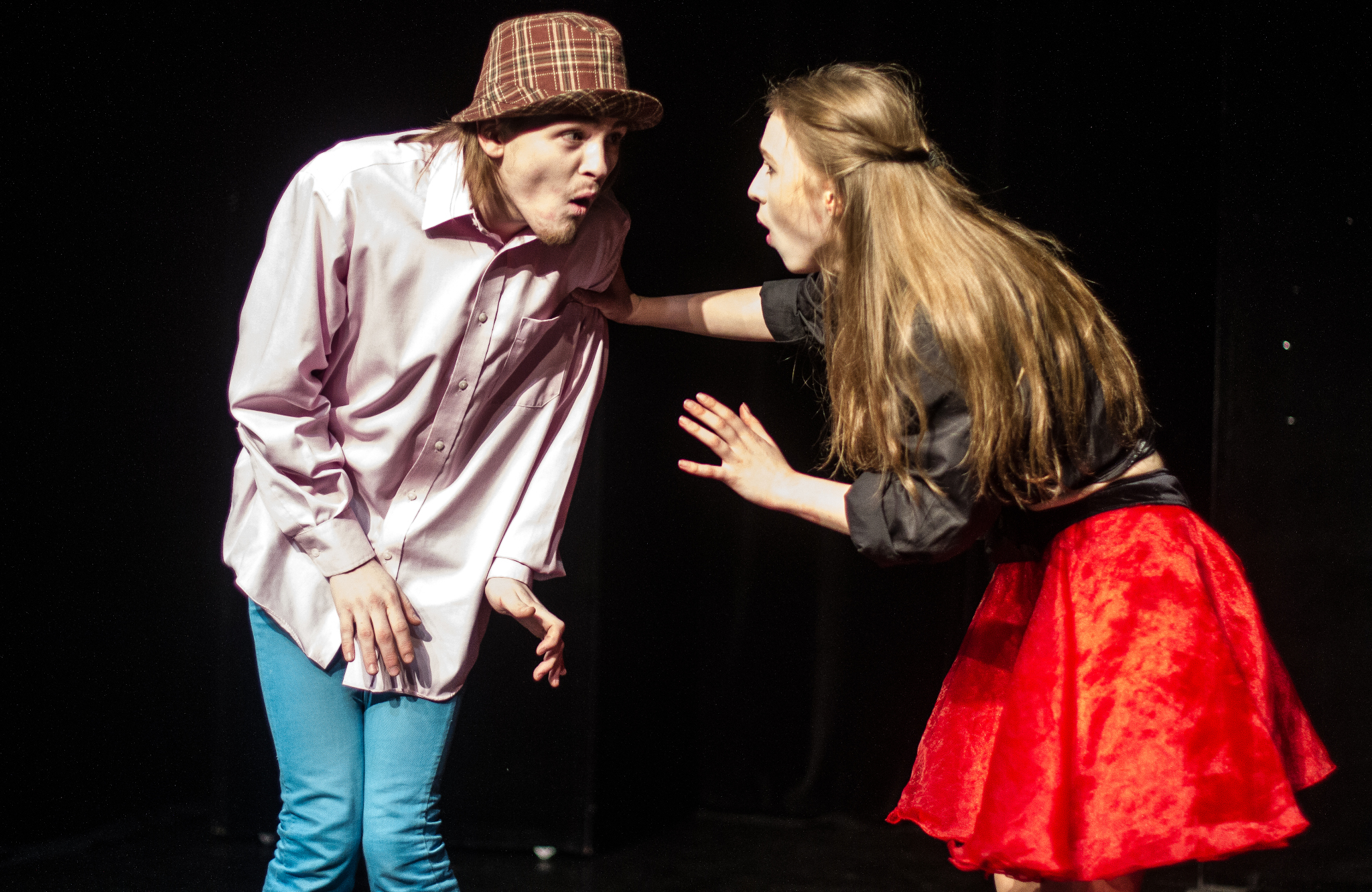
Сцена конкурсної вистави «Shakespeare or not Shakespeare» («Pro.Act Fest 2018»)

Перший фестиваль відбувся 2018 року на сцені київського Центру ім. Леся Курбаса (з 24 по 25 лютого) за партнерства Національної спілки театральних діячів України. Серед учасників: акторська студія Льва Сомова («Shakespeare or not Shakespeare»), «British International School» («Le petit prince»), «Britannica School» («Romeo & Juliet»), театр «МаскамРад» («Piazzolla. Life in the rhythm of tango»), незалежний проект «English Songs as Poetry», «ProEnglish Drama School» («The Cage»), «ProEnglish Theatre» («Cripples of Inishmaan»).
Слоганом «Pro.Act Fest II» (1 — 3 березня 2019) стало Visiting America — вистави, оформлення фестивалю, тематичні заходи — усе працювало на створення відчуття себе частинкою США. Захід отримав грант від програми Culture Bridges, що дозволило запросити до Києва міжнародного експерта Peter Mezey Kaufman, організувати та провести акторську лабораторію за його участі.
Серед учасників — київські аматорські колективи («San Diego» від студентського театру «Ейдос», «Two Tickets to Broadway» від акторської студії Лева Сомова, «Word Machine Story» Сергія Величанського). До програми фестивалю увійшли постановки державних театрів («The Crucible» від Молодого театру), «TranzYT» від ЦСМ «Дах», «Specters» майстерні театрального мистецтва «Сузір'я»). Чернігів представив вистави «Ingegerd» від театру «AmaTea», та дитячу постановку «Grasshoppers and Ants» мовної школи «Merry Land»; роботу «While automobile waits» показав одеський театр «Чародей». Міжнародне представництво забезпечив угорський «Red Ball Theater» (театральна лабораторія та показ «Comedy Goulash»), ізраїльськи «Regenbogen-Eigenhorn Theatre» (моновистава «The Madman’s Tale») та канадський «Ian Millais project» із фрагментом мюзиклу «Alchemy». Свій доробок показала «ProEnglish Drama School» (вистава «Gone with the Secs») та «ProEnglish Theatre» (вистава «The House of Yes» та прем'єра «AMORphine»).
В роботі «Pro.Act Fest III» (28 лютого — 1 березня 2020) взяли участь міжнародне журі (Україна — Велика Британія), а сам фестиваль пройшов під слоганом «Без/меж» (англ. «LIMIT/LESS») та відбувся у приміщенні Національного центру ім. Леся Курбаса за підтримки Національної спілки театральних діячів України, при партнерстві інтернет-порталів «Theatre.Love» та «Театральна риболовля». Участь у третьому фестивалі взяли експериментальні постановки та ті, які розширюють межі театру: «ProEnglish Drama School» («The wizard of Oz» та мюзикл «Musicians of Bremen»), «ProEnglish Theatre» («Heavenly Creatures»), «Britannica School» («The Canterville ghost»), «Creative Lab OBRAZ» («What women want»), «Truth/Perspective Theatre Group» («Play’s Beckett»), студентський театр «Ейдос» («Two arrows»), спільний шекспірівський проєкт Київ–Івано-Франківськ «Project „W“ — Veteran, Volunteer and William» («12th night or what you will», чернігівська мовна школа «Merry Land» («This is the story»), американська акторка Heather Massie («HEDY! Life & Inventions of Hedy Lamarr»).
Слоганом IV PRO.ACT Fest став вираз «Permission to Intermission». Вперше фестиваль проводився в новій локації – Кінематека України на Лісовій. Вперше в ньому з'явилася онлайн-секція, до якої долучилися британські театри (Theatre Lab Company, Nu Nu Theatre).
П'ятий PRO.ACT Fest був проведений як символ мистецького спротиву російській агресії. Датами стали 13-21 серпня 2022 року, а місцем проведення – Центр Леся Курбаса. Фестиваль мав велику підтримку та залученість закордонних театрів (США, Австралія, Великобританія), які були показані на онлайн-платформі британського партнера фестивалю Scenesaver.
З 2023 року фестиваль змінює свою назву та направленість. Новою назвою фестивалю буде Ukraine Fringe. Орієнтовні дати фестивалю – 21 серпня – 3 вересня. Планується залучення великої кількості міжнародних театрів як гостей Києва, так і в онлайн-частині програми фестивалю.

## Гастролі
2020
- Січень — фестиваль «Kultur on Tour» (м. Бремен, Німеччина) — вистава «Blondi/Bunker»

2021
- Вересень — фестиваль «Cairo Monodrama Days» (м. Каїр, Єгипет) — вистава «AMORphine»

2022
- Травень — тур містами Більбао, Мадрид, Аліканте (Іспанія) — вистава «The Book of Sirens»
- Липень — тур містами Берлін, Кельн, Ганновер (Німеччина) — вистава «The Book of Sirens»
- Вересень — фестиваль «Sele Teatro Fest» (Олівето-Читра, Італія) — вистава «Bloom in Violence»
- Жовтень — фестиваль «Prague Fringe» (Прага, Чехія) — вистава «The Book of Sirens»
- Листопад — тур містами Щецин, Зелена Гура, Нова Суль (Польща) — вистава «Bloom in Violence»[48]

## Нагороди і визнання
2019
- XII Театральний фестиваль «Молоко» (Одеський культурний центр, м. Одеса): «Краща чоловіча роль» (Юрій Радіонов за роль лікаря Полякова у виставі «AMORphine»); «Кращий акторський ансамбль» («The Birthday Party»)
- VII Міжнародний театральний фестиваль «JoyFest» (м. Київ) — нагорода «За полікультурний діалог» (вистава «Hamster Saga»)
- XI Театральний фестиваль міжнародного Чорноморського клубу «Homo Ludens» (м. Миколаїв) — «Кращий ансамбль» (вистава «Swipe Left»)

2020
- Блогерський рейтинг 2019 порталу «Театральна риболовля» — вистави «AMORphine» та «Swipe Left»[16][49]
- Фестиваль Kultur on Tour (м. Бремен, Німеччина) — «Кращий режисер» (Валерія Лейф), «Кращий ансамбль» (вистава «Blondi/Bunker»)[19]
- III Міжнародний англомовний театральний фестиваль «PRO.ACT Fest» — «Краща сценографія», «Краща чоловіча роль» (Павло Мороз), «Краща англійська мова у виставі» — вистава «Heavenly Creatures»)[50]
- I Міжнародний театральний інтернет-конкурс «Театр.NET» — II місце в категорії «Професійний Театр. Режисерський конкурс» (вистава «The Birthday Party»)
- Фестиваль AndriyivskyFest. Незалежні 2020 (м. Київ) — «Найкраща вистава» (вистава «AMORphine»)[17]
- III Всеукраїнська театральна фестиваль-премія «GRA 2020» — шорт-лист номінації «За найкращу виставу камерної сцени» (вистава «AMORphine»)[51][52][53]

2021
- Фестиваль «Cairo Monodrama Days» (Єгипет): «Краща сценографія», «Краща чоловіча роль» (вистава «AMORphine»)

2022
- Sele Teatro Fest (Італія): «GiPopular Jury Award» (вистава «Bloom in Violence»)
- Фестиваль «Комора» (м. Кам'янець-Подільський) — «Краще режисерське вирішення актуальної теми», «Краща жіноча роль першого плану» (вистава «The Book of Sirens»)